# 政治競爭
政治競爭（英格蘭語：political competition）或稱選舉競爭（英格蘭語：electoral competition），是指候選人或政黨之間在政治選舉中的競爭行為。政體數據集提到了標準的政治競爭是怎樣的。